# Radviliškis
Radviliškis is een stad in het district Šiauliai in Litouwen.

## Geschiedenis
Radviliškis werd gesticht aan het einde van de 15e eeuw. Het werd voor het eerst genoemd in 1567 in een boek over economie van M. Downar-Zapolsky.
Radviliškis werd verscheidene malen vernietigd door militaire krachten, plagen en honger in de 17, 18e en 19e eeuw. Na de pestepidemie van 1708-1710 waren er geen inwoners meer in het plaatsje.
Na de bouw van de spoorlijn Radviliskis–Daugpilis in 1873, kwam er weer groei.
In 1999 werd in het centrum van de stad een monument geplaatst van de overwinningsgodin Nike ter herinnering aan de overwinning op Duts-Russische troepen onder Pavel Bermondt-Avalov op 21 en 22 november 1919. Het monument is van de hand van P. Mazuras.